# علی‌آغا شیخلینسکی
علی‌آغا شیخلینسکی (ترکی آذربایجانی: Əliağa İsmayılağa oğlu Şıxlinski; ۳ مارس ۱۸۶۳ – ۱۸ اوت ۱۹۴۳) فرد نظامی اهل امپراتوری روسیه بود.
وی همچنین برندهٔ جوایزی همچون لژیون دونور (افسر)، لژیون دونور (فرمانده)، و نشان آنای مقدس (سنت آنا) شده‌است.